# Владимир Обручев
Владимир Афанасиевич Обручев (на руски: Владимир Афанасьевич Обручев) е руски геолог и географ, изследовател на Сибир, Централна и Средна Азия, академик на АН на СССР (1929; член-кореспондент от 1921), герой на социалистическия труд (1945). Почетен президент на Географското дружество на СССР (от 1947), професор в Томския технологичен институт (1901 – 1912), Таврическия университет в Симферопол (1919 – 1921) и Московската минна академия (1921 – 1929).

## Произход и образование (1863 – 1885)
Роден е на 28 септември 1863 година (стар стил) в имението Клепино, Руска империя (днес в Тверска област, Русия), в семейство на пехотен офицер. Завършва гимназия във Вилно (днес Вилнюс, Литва) и през 1881 г. постъпва в Минния институт в Петербург. Като студент се увлича от математика, естествени науки, пише стихове и разкази. Има един момент, в който се колебае, на каква професия да отдаде предпочитанията си – минен инженер или литератор. За избора му му помага видния геолог и талантлив педагог Иван Мушкетов, преподавател по това време в Минния институт. Обручев избира да стане геолог. През 1888 г. се дипломира като минен инженер и поема трудния път на геолога.

## Експедиционна и дейност (1886 – 1914)
Полевата експедиционна дейност на Обручев продължава повече от 30 години и допринася изключително много за откриването, опознаването, изследването и картирането на огромни участъци от Сибир, Централна и Средна Азия.

### Експедиция в Средна Азия (1886 – 1887)
Още като студент, по препоръка на Мушкетов, заедно с Карл Иванович Богданович, за осем полеви месеца през 1886 – 1888 г., във връзка със строителството на Закаспийската железопътна линия, провежда първата си експедиция. В продължение на три месеца изследва участъка от Кизил Арват до Чарджоу и междуречието на реките Херируд и Мургаб до афганската граница, търсейки източници за водоснабдяване на железопътната магистрала.
През ваканцията на следващата година продължава своите изследвания около трасето на стоящата се железопътна линия от Чарджоу до Самарканд. Провежда геоложки изследвания в пустинята Каракум, древната долина на Амударя – Узбой и левия бряг на Амударя до Керки. По негово предложение подвижните пясъци около жп линията започват да са закрепят чрез дървени прегради. Установява, че пясъците на Каракум имат речен произход и изяснява, че сухата долина Узбой е древната долина на Амударя.
Резултатите от своите изследвания Обручев публикуваната през 1890 г. книга „Закаспийская низменность“, съдържаща първото всестранно описание на пустинята Каракум, т.е. значителна част от Туранската низина.

### Експедиция в Сибир (1888 – 1891)
От 1888 до 1891 г. работи в Иркутското минно управление и през този период изследва езерото Байкал и горните течения на Ангара и Лена и притока на последната – Витим. Неговите изводи за геоложкия строеж на Ленския златоносен район способстват за правилната организация и разработка на находището.

### Експедиция в Централна Азия (1892 – 1894)
През 1892 – 1894 г., по препоръка на Руското географско дружество, участва като геолог в Съчуанската експедиция на Григорий Николаевич Потанин в Китай и Тибет, като ръководи напълно самостоятелен отряд.
От края на септември до декември 1892 г. извършва поход от Кяхта до Пекин. През 1893 г. тръгва от Пекин, заобикаля от юг платото Ордос и следвайки Великата китайска стена достига до град Сучжоу (Цзюцюан). От там започва изследването на планинската система Наншан (6346 м), като в северозападната ѝ част открива хребета Циляншан (Рихтхофен, 5934 м), простиращ се на повече от 500 км по североизточния край на Наншан. На югозапад, успоредно на него открива хребета Тхолошан (Таолайшан, 5489 м), а на юг, на 38º с.ш. – хребета Зюс (Суленаншан, 5389 м), от който извира река Сулехъ (течаща на северозапад). Покрай десния бряг на Сулехъ открива хребета Долоешан (Таолайнаншан, 5776 м), а покрай левия ѝ бряг – хребетите Емашан и Дасюешан (6209 м). Завършва откриването на хребета Мушкетов, отделящ от юг равнината Съртъм от Цайдам, а на юг от Цайдам открива хребета Семьонов (5150 м), намиращ се на 36º с.ш. Тук открива още хребетите Курлик-Дабан (250 км) и Сарлик-Ула. Изследва планината Луншоушан (3658 м), простираща се на югоизток от пустинята Алашан и я отнася към системата на Наншан.
В края на 1893 г. обикаля от юг езерото Кукунор и се завръща в Сучжоу, след което се насочва на север по течението на река Едзин-Гол (Жошуй). Обхожда от север пустинята Алашан и достига до Нинся (Инчуан, на големия завой на Хуанхъ). През 1894 г. преминава хребета Цинлин (4107 м) и достига до Гуанюан в Съчуанската падина. От там продължава на северозапад и през планината Бейшан достига до оазиса Хами, а след това на 22 октомври 1894 г. се добира до Кулджа.
За две години преминава над 13 600 км, извършва окомерна снимка, барометрични измервания на височините, геоложки изследвания. Събира богата колекция образци от планински породи, отпечатъци от изкопаеми животни и растения и богат етнографски материал за народите на този регион. В Джунгария установява редица находища на нефт, злато и други ценни метали. Огромната по обем и резултати работа на Обручев е отбелязана с награждаването му с Голям златен Константиновски медал на Руското географско дружество, парична премия на името на Н. М. Пржевалски и парична премия на името на П. А. Чихачов на Парижката академия на науките.
Обручев установява, че Централна Азия е много древна планинска страна, отдавна непокривана от морета и заравнена от процесите на изветряне и навяване. Той дава правилна представа за релефа и геоложкия строеж на района. Основавайки се на събраните материали, разработва хипотеза за еоловия произход на льоса. Своето пътешествие Обручев описва в книгите „От Кяхты до Кульджи“ (2-е изд., 1950 г.) и „Центральная Азия, Северный Китай и Наньшань“ (два тома, 1900 – 1901 г.).

### Експедиция в Задбайкалието (1895 – 1898)
От 1895 до 1898 г., заедно с минните инженери Александър Павлович Герасимов и Антон Едмундович Гедройц, изследва Селенгинска Даурия и Нерчинска Даурия, т.е. част от Задбайкалието на юг от 52-рия паралел и на изток от 105-ия меридиан до държавната граница, всичко повече от 270 хил. км2. Обручев и неговите сътрудници многократно пресичат хребети, с които е богат този район, проследяват ги, детайлно изследват междупланинските долини (котловини) и преминават по главните водни артерии с техните безчислени притоци. Много скоро изследователите се убеждават, че старите карти са много неточни, а често просто неверни. Те съставят нова топографска основа на изследваната от тях територия, изпълнявайки тази дейност паралелно с геоложките проучвания. Откриват редица нови планински вериги и поправят или съвършено изменят направлението и дължината на вече известните. Дават на хребетите нови имена или оставят местните, обикновено отнасящи се за неголеми участъци от планините.
Изследователите пресичат 11 пъти Яблоновия хребет, проследяват го на 325 км (от 111° до 114° 30` и.д.), доказват че е невярно нанесен на съществуващите дотогава карти и установяват, че не е вододел на реките Лена, Амур и Енисей. В югозападната част на Задбайкалието откриват и изследват хребетите Загански (130 км, 1353 м), Малхански (230 км, 1736 м), Цаган-Дабан (135 км, 1426 м), Цаган-Хуртей (270 км, 1581 м) и Худунски (240 км, 1327 м), а на юг от река Джида – Джидински (ок. 200 км, 2636 м). Изследва река Селенга (1480 км) и десните ѝ притоци Уда (ок. 450 км), Хилок (840 км) и Чикой (769 км). Друг основен резултатът от тази експедиция е, че Обручев и неговите колеги доказват, че цялата северна част на Сибир на север от 60º с.ш. през кватернера е подложена на заледяване.

### Експедиции в периода 1905 – 1914 г.
От 1905 до 1914 г. с прекъсвания изследва Алтай, горните течения на реките Об и Иртиш, а през летните месеци на 1905, 1906 и 1909 – Джунгария, в т.ч. хребетите Майлитау (2570 м), Джаир (1846 м), Бирликтау (2923 м), Уркашар (2530 м), Саур (3085 м) и Семистай (2621 м), долините и падините между тях и източната част на хребета Тарбагатай (2992 м). Цялата информация събрана в тези експедиции е публикувана в книгата „Пограничная Джунгария“ (т. I (Томск), 1915; т. II (М.-Л.), 1953).

## Научна и творческа дейност
През 1901 г. започва нов етап в живота на Обручев. Поканен е от Томския технологичен институт за професор по геология в организирания от него Минен факултет. С присъщата си енергия се отдава на педагогическа дейност, създава по същество първото в Сибир Висше минно учебно заведение, при което се сформират от неговите студенти цяла школа сибирски геолози. По време на ваканциите участва заедно със своите ученици в експедиции и полеви изследвания. Открива находища на злато, нефт, нов вид асфалт (назован в негова чест – обручевит), изучава и описва следите от древни заледявания.
Кипящата му дейност в Сибир е внезапно прекратена през 1905. За откровено отрицателните си изказвания за реакционната политика на правителството си създава репутация на „неблагонадежден“ професор. Именно през този период от живота си отново за кратко се занимава с експедиционна дейност, описана по-горе.
През 1912 г. е уволнен и напуска Томск. Живее в Москва със скромната пенсия на инженер-геолог, занимава се с обработката на материалите от своите многобройни експедиции, пише научни и научнопопулярни статии, пробва силите си в приключенския жанр и научнофантастичната литература. Тогава създава многотомния труд „История геологических исследований Сибири“, фантастичните романи „Плутония“ и „Земля Санникова“, приключенската повест „В дебрях Центральной Азии (записки кладоискателя)“.

## Последни години (1917 – 1956)
След революцията от 1917 г., по нареждане на Съвета за Народно стопанство, извършва изследване на залежите на огнеупорни глини и мергели в Донбас. По време на Гражданската война се оказва отрязан от Русия в Симферопол и в продължение на две години (1919 – 1921) чете лекции по физическа и историческа геология в Таврическия университет. След това се завръща в Москва и няколко години преподава в Минната академия, публикува редица крупни трудове и учебници за студентите.
През 1929 г. е избран за почетен член на Академията на науките и се премества в Ленинград, за да заеме предложения му пост директор на Геоложкия институт на АН на СССР. В годините на Великата Отечествена война продължава да се занимава с научноизследователска дейност в Свердловск (сега Екатеринбург), изпълнявайки едновременно задълженията на академик-секретар (1942 – 1946) на отделението на Геолого-географските науки на Академията на науките. От 1930 г. е председател на Комисията (Комитета) по изучаване на вечната замръзналост, а от 1939 г. е директор на института по вечната замръзналост към АН на СССР.
През 1945 т., на 82-годишна възраст, става Герой на социалистическия труд, а на 84 – почетен президент на Географското дружество.
Умира на преклонна възраст на 19 юни 1956 г. в Москва, седем години преди своя 100-годишен юбилей.

## Памет
Неговото име носят:
- връх Обручев (68°54′ ю. ш. 154°10′ и. д. / 68.9° ю. ш. 154.166667° и. д.), в Антарктида, Бряг Джордж V;
- вулкан Обручев (изгаснал) (53°36′ с. ш. 113°54′ и. д. / 53.6° с. ш. 113.9° и. д.), в Читинска област, Русия;
- ледник Обручев (66°32′ ю. ш. 99°40′ и. д. / 66.533333° ю. ш. 99.666667° и. д.), в Антарктида, Бряг Правда;
- ледник Обручев, в Монголски Алтай, Монголия;
- ледник Обручев, в Урал, Русия;
- ледник Обручев (80°10′ с. ш. 53°15′ и. д. / 80.166667° с. ш. 53.25° и. д.), на южния бряг на остров Хукер, в архипелага Земя на Франц Йосиф;
- нос Обручев (76°23′ с. ш. 64°32′ и. д. / 76.383333° с. ш. 64.533333° и. д.), на западния бряг на Южния остров на Нова земя;
- подводен връх Обручев, в Охотско море, на северозапад от остров Уруп, Курилски острови;
- подводно възвишение Обручев, в Тихия океан, край брега на п-ов Камчатка;
- полярен оазис Обручев (66°33′ ю. ш. 99°47′ и. д. / 66.55° ю. ш. 99.783333° и. д.), в Антарктида, Бряг Правда;
- улица „Обручев“ в Иркутск, Москва, Прокопевск, Санкт Петербург, Томск и Тула;
- хребет Академик Обручев (51°50′ с. ш. 96°00′ и. д. / 51.833333° с. ш. 96° и. д.), в Република Тува, Русия.

## Съчинения
- „Геология Сибири“ /т. 1 – 3, 1935 – 38/
- „История геологического исследования Сибири“ /т. 1 – 5, 1931 – 59/
- „Избранных работах по географии Азии“ /т. 1 – 3, 1951/